# Heavy Petting Zoo
Heavy Petting Zoo ist das sechste Studioalbum der Band NOFX. Es wurde am 31. Januar 1996 bei Epitaph Records veröffentlicht.

## Geschichte
Heavy Petting Zoo wurde im Oktober 1995 in San Francisco in den Razors Edge Studios aufgenommen und von Ryan Greene und NOFX selbst produziert. Die musikalische Ausrichtung von Punk in Drublic wurde beibehalten, druckvolle Gitarren und melodischer, schneller Punkrock mit gelegentlichen Einflüssen des Ska Punks. Das Cover zeigt eine als anstößig auszulegende Szene eines Mannes, der die Hand sitzend am Unterleib eines Schafes hat und auf die auch der Albumtitel anspielt, ein Wortspiel mit "Heavy Petting" und einem "Petting Zoo" (Streichelzoo). Eine Vinyl-12"-Version des Albums zeigt den Mann mit dem Schaf beim Neunundsechzig, mit dem abweichenden Titel Eating Lamb. Diese wurde in Deutschland nach einem Gerichtsbeschluss beschlagnahmt.

## Kritik
Auf der Seite Allmusic erhielt das Album 3 von 5 Sternen. Der Kritiker schrieb, das Album erobere kaum neuen Boden: „Some of the songs are standouts, but most of the album blends together.“ („Einige Songs stechen hervor, aber über weite Strecken verschmelzen die Stücke miteinander.“)

## Titelliste
Alle Stücke wurden von Fat Mike geschrieben.
1. „Hobophobic (Scared of Bums)“ – 0:48
2. „Philthy Phil Philanthropist“ – 3:10
3. „Freedom Lika Shopping Cart“ – 3:43
4. „Bleeding Heart Disease“ – 3:36
5. „Hot Dog in a Hallway“ – 2:50
6. „Release the Hostages“ – 2:29
7. „Liza“ – 2:55
8. „What's the Matter with Kids Today?“ – 1:13
9. „Love Story“ – 2:37
10. „The Black and White“ – 3:36
11. „Whatever Didi Wants“ – 3:00
12. „August 8th“ – 1:35
13. „Drop the World“ – 3:22